# シルク・ディヴェール
シルク・ディヴェール（Cirque d'Hiver、冬のサーカス）はフランス・パリ11区アムロー通り110番地にあるイベント会場。1852年12月11日にシルク・ナポレオンとして開業し、1870年に現名称。サーカスだけでなく、様々なイベント会場として使用されている。設計はジャック・イニャス・イトルフ。1975年に歴史的建造物に指定された。

## 交通
- パリメトロ8号線フィーユ・デュ・カルヴェール駅